# Gianluca Festa
Gianluca Festa (Cagliari, 15 maart 1969) is een Italiaans voetbaltrainer en voormalig voetballer die bij voorkeur centraal in de verdediging speelde. Festa speelde voor de Italiaanse topclubs Internazionale en AS Roma, maar het meest bekend is hij geworden als betrouwbare verdediger van het Engelse Middlesbrough.

## Biografie
In 1997 tekende Festa een contract bij Middlesbrough, dat naar de Premier League zou promoveren. Festa werd door de club aan Teesside overgenomen van de Italiaanse topclub Internazionale, waar hij onder anderen samenspeelde met Dennis Bergkamp. De verdediger begon zijn loopbaan bij Cagliari in 1986. 
In 1993 verhuisde hij naar Inter. Festa speelde vijf seizoenen voor Inter, van 1993 tot 1994 en van 1994 tot 1997. Tussendoor speelde hij voor AS Roma, waar hij schitterde nadat zijn eerste periode bij Inter geen succes was. Met Middlesbrough verloor hij drie Engelse bekerfinales onder leiding van trainer Bryan Robson – de FA Cup-finale in 1997 tegen Chelsea en de finales van de League Cup van 1997 en 1998 tegen Leicester City en opnieuw Chelsea, respectievelijk. Ook zijn landgenoot Fabrizio Ravanelli kwam in die periode voor Middlesbrough uit. Festa verliet het Riverside Stadium in 2002, waarna hij een seizoen voor toenmalig tweedeklasser Portsmouth uitkwam.
In 2003 keerde Festa terug naar Cagliari, voor één seizoen. Vervolgens was hij actief op een lager niveau. In 2009 ging de verdediger met voetbalpensioen.
In het voorjaar van 2015 was hij even trainer van zijn jeugdclub Cagliari. Festa volgde de ontslagen Tsjech Zdeněk Zeman op.
Op 24 september 2018 werd Festa aangesteld als hoofdcoach van het Griekse AE Larissa.